# Amadeu Sitjà
Amadeu Sitjà fou un intèrpret de trombó nascut a principis de la dècada dels 70 del segle xix a Castelló d'Empúries.
Amadeu Sitjà s'inicià en ambients musicals molt jove, aproximadament entre els vuit i deu anys, en paral·lel amb Pau Guanter "El Rossinyol". Els dos van participar l'any 1879 a la Cobla Empordanesa (també coneguda com la Cobla Els Agramont dirigida pel mestre Antoni Agramont i Quintana).
L'any 1899, els dos seguien participant junts en la cobla Els Rossinyols, dirigida per Pau Guanter, que tenia 11 membres. Els components d'Els Rossinyols eren Baldomer Pastells (flabiol i tamborí), Francesc Riera (segon tible), Ramon Carreras (primer tible), Feliu Sans (primera tenora), Isidre Quintana (segona tenora), Miquel Barniquel (segon cornetí), Joaquim Batlle (primer cornetí), Salvi Callís (primer i segon fiscorn), Pau Guanter (primer trombó i primer fiscorn), Amadeu Sitjà (segon trombó) i Rafael Portell (contrabaix).
La fundació de la cobla Els Rossinyols col·lisionà amb la presència de la cobla Els Agramont, de tal manera que ambdues orquestres van conviure dins la mateixa vila, i eren sovint contractades pel mateix Ajuntament per a actuar a les festes majors de les poblacions de l'entorn.